# Генерал-комісаріати
Генерал-комісаріати (нім. Generalkommissariate), генеральні округи (нім. Generalbezirke), іноді також генеральні комісаріати — адміністративні одиниці, на які було поділено райхскомісаріати, утворені гітлерівцями на окупованих у роки Другої світової війни територіях СРСР. 
У складі райхскомісаріату «Україна» усього було 6 генерал-комісаріатів: 
- «Волинь–Поділля» — з центром у Луцьку, до якого входили Рівненська, Волинська, Кам'янець-Подільська (нині Хмельницька) області, а також південні райони Брестської та Пінської області Білорусі (5106 тис. осіб);
- «Житомир» — із центром у Житомирі, до якого включено Житомирську область, північні райони Вінницької, а також південні райони Поліської області Білорусі (3027 тис. осіб);
- «Київ» — із центром у Києві, до складу якого входили Київська та Полтавська область (3224 тис. осіб);
- «Миколаїв» — із центром у Миколаєві — у складі Миколаївської (без західних районів) та Кіровоградської областей (3164 тис. осіб);
- «Дніпропетровськ» — із центром у Дніпрі, що охоплював Дніпропетровську і частину районів Запорізької областей (1384 тис. осіб);
- «Таврія» — з центром у Мелітополі, до якого включено лівобережні райони Миколаївської (нині Херсонської) та Запорізької областей (бл. 1 млн осіб).

Райхскомісаріат Остланд поділявся на такі генеральні округи:
- Білорутенія (нім. Weißruthenien) з центром у Мінську (генеральний комісар Вільгельм Кубе, а після його вбивства — Курт фон Готберг)
- Литва (нім. Litauen) з центром у Каунасі (генеральний комісар Теодор Адріан фон Рентельн)
- Латвія (нім. Lettland) з центром у Ризі (генеральний комісар Отто Генріх Дрекслер)
- Естонія (нім. Estland) з центром у Ревелі (генеральний комісар Карл-Зігмунд Ліцман)

Влада у генерал-комісаріатах спиралася на т. зв. цивільну окупаційну адміністрацію, до якої входили комісари районів (гебітскомісари), міст (штадткомісари), різного роду уповноважені («зондерфюрери»), їхній апарат, спеціалісти-господарники. Головним інструментом окупаційної політики були органи нацистського терору — підрозділи СС (див. Війська СС), поліцейські батальйони, війська охорони тилу, таємна польова поліція, поліція безпеки СД, а також українська допоміжна поліція, білоруська допоміжна поліція, російська допоміжна поліція тощо.